# Leksand resort

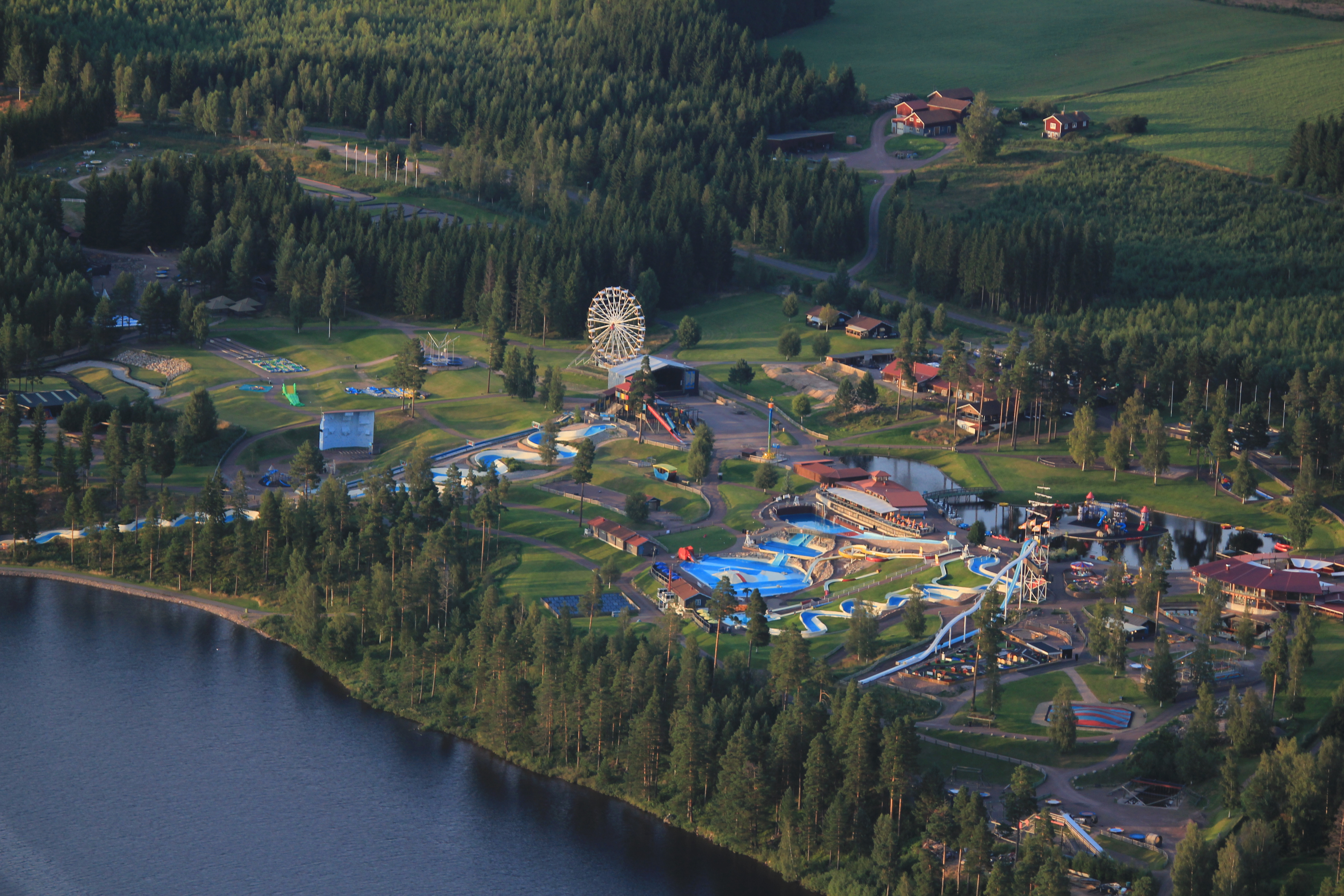
Leksands sommarland 2012.

Leksand resort är ett företag som bland annat driver Leksand sommarland.

## Historia
1978 åkte bröderna Jan-Erik och Åke Nobelius med familj till Fredrikshamn i Danmark för att besöka det ganska nyöppnade Fårup Sommarland. De intresserade sig för konceptet med fri lek i en jättestor lekpark där man samtidigt kan bada och leka och åka karuseller. Efter många politiska diskussioner i kommunstyrelsen röstades till slut för en etablering av parken på området vid Siljan, norr om Leksand Strand. Kommunen köpte in marken av Åke Ros och ett tomträttsavtal upprättades. Bygget sattes igång i februari 1984 och invigningen skedde i juni samma år.
I mars 2013 slogs Leksand Sommarland AB ihop med Leksand Strand AB och bildade moderbolaget Leksand Resort AB. Leksand sommarland drev sommarlandet och Leksand Strand drev campingen. I januari 2016 gick Leksand Resort även in som delägare i bolaget Mat Vid Siljan som i Dalarna driver ett antal restauranger, hotell samt en stor cateringverksamhet.
VD för bolaget är 2020 Anders Östling och Leksand Resort omsatte 138 738 000 kronor år 2018.